# Gabriel Estevam Domingos
Gabriel Estevam Domingos (São Paulo, 26 de novembro de 1987) é um engenheiro ambiental, cientista e empreendedor brasileiro, nascido no bairro da Vila Mariana. Em Cubatão – SP deu seus primeiros passos nas ciências ambientais e se tornou “embaixador ambiental” escolhido pela Bayer em parceria com a ONU.
Estudante de escolas públicas, Gabriel foi contemplado por uma bolsa de estudos integral pelo programa ProUni, foi admitido pela Universidade São Judas Tadeu e se formou em 2014, quando já acumulava 11 prêmios por seus projetos alinhados à Economia Circular.
Se especializou em Economia Circular, em 2016, como pesquisador vinculado ao Centro de Pesquisa em Meio Ambiente (CEPEMA/Poli-USP), em Cubatão e concluiu, em 2023, a pós-graduação, a MBA em gestão de inovação e capacidade tecnológica pela Fundação Getúlio Vargas (FGV-SP).
Atualmente possui 21 registros de patentes no INPI e mais de 50 prêmios recebidos por suas invenções e descobertas cientificas.

## Biografia
Gabriel é filho do arquiteto paulistano Dorival Domingos e da professora andreense Marisa Anselma Estevam Duarte que leciona artes em escolas públicas do estado de São Paulo.
Passando por várias escolas do interior e da capital, foi na escola Magali Alonso na Praia Grande, que o Gabriel começou a ganhar destaque. Foi premiado em 2005 pela secretaria da educação do estado de São Paulo e pela direção da escola, aos 17 anos, em agradecimento ao mutirão de reforma que ele organizou para revitalizar a instituição e pelo desempenho enquanto estudante.

Em 2013, o fundador e ex-presidente da Embraer, Ozires Silva, já descrevia Gabriel dessa forma: "é mais um daqueles brasileiros que, com criatividade, talento, coragem e inquietude, consegue criar inovações e quebrar paradigmas, trazendo soluções de grande valor para toda a sociedade". Na ocasião Ozires Silva comentava o desempenho do Gabriel no 3º Prêmio Fecomercio de Sustentabilidade, evento em que fora jurado e viu Gabriel apresentar a ração ecológica: "É um exemplo que pode ser seguido, forjado por meio da Educação".
"...é mais um daqueles brasileiros que, com criatividade, talento, coragem e inquietude, consegue criar inovações e quebrar paradigmas, trazendo soluções de grande valor para toda a sociedade."

- Ozires Silva em fala sobre Gabriel em 17 de abril de 2013

### Somos Todos Amazônia
Em 2016, Gabriel fundou o movimento socioambiental Somos Todos Amazônia, pensado para potencializar as comunidades indígenas através das melhores práticas de cultivo e extrativismo, condizentes com a preservação da floresta no Alto Rio Negro – AM, através da Cooperativa Indígena de Produtores Agrícolas CAIK.
O projeto foi campeão do Prêmio Jovem Brasileiro em 2022 na categoria “Meio Ambiente e Sustentabilidade” e em 20223 a iniciativa conquistou seu primeiro prêmio internacional, o Communitas Awards, por excelência em serviços comunitários.

### Prêmio PIEC
Em 2020 Gabriel criou o Prêmio de Incentivo ao Empreendedorismo Científico, uma iniciativa que nasceu do desejo de estender a outros estudantes as oportunidade que teve por conta dos prêmios que conquistou. Ciente de que ainda existem poucos prêmios científico e de que, a maioria desses poucos, é voltada para projetos e estudantes universitários, focou no ensino básico. Para incentivar a prática científica precoce, o prêmio PIEC reconhece os melhores projetos científicos sustentáveis, desenvolvidos por turmas desde a 1ª série do ensino fundamental, até o 4º ano do ensino médio, de todo o Brasil.
Além do reconhecimento através de certificados e troféus, o prêmio PIEC também prevê premiação em dinheiro para estudantes e professores. A cada edição uma escola pública é escolhida para receber equipamentos profissionais para o laboratório de ciências, como microscópio, vidraria e balança, afim de facilitar a prática científica em locais onde, de outra forma, dificilmente os estudantes teriam condições plenas de praticar a ciência.
Em 2023, a 2ª edição do prêmio PIEC entregou o segundo laboratório legado. Agora, os laboratórios legados de Toledo – PR e Canindé de São Francisco -SE estão disponíveis para apoiar as pesquisas escolares e incentivar a prática científica à cerca de 1.700 estudantes, anualmente.

### Projeto de reflorestamento em São Sebastião - SP
Em 19 de fevereiro de 2023, São Sebastião foi atingida por uma tragédia provocada pelo excesso de chuvas, que atingiu à época cerca 627 milímetros (627 litros de água por metro quadrado) de preciptação em apenas 12 horas, causando mais de 600 deslizamentos de grandes proporções. fazendo com que um grande volume da água infiltrasse na encosta, causando a erosão e deslizamentos de terras.
Uma das patentes registradas por Gabriel, as Biocápsulas Sustentáveis, feitas com cápsulas de colágeno descartadas pela indústria farmacêutica e preenchidas com sementes envoltas por substrato que contém rejeitos da indústria de celulose como lodo e cascas de árvore, estão sendo utilizadas no processo de reflorestamento de 208 hectares no Parque Estadual da Serra do Mar, uma reserva de Mata Atlântica atingida pelos deslizamentos. O processo de reflorestamento nessas áreas é importante para que, ao crescerem, as raízes dessas árvores fixem o solo e evitem novos deslizamentos quando o solo for encharcado por novas chuvas.
As biocápsulas foram escolhidas como técnica de reflorestamento, pela facilidade de dispersão em grandes áreas e terrenos de difícil acesso, como as encostas instáveis, através da dispersão aérea por drones. Além disso, cápsula protege as sementes dispersadas de fungos e insetos, ao mesmo tempo que nutre o solo com o substrato interno com o próprio colágeno do invólucro que também retém a umidade, impedindo o ressecamento da semente por ação solar, o que aumenta o aproveitamento das sementes e as chances de germinação. Uma solução ideal para o ambiente formado após o deslizamento no litoral Paulista.
Essa não foi a primeira vez que Gabriel se envolve em projetos de reflorestamento. Em 2016, criou o a plataforma Carbon Z de compensação de carbono por meio de plantio de árvores. Na ocasião, foi reflorestada uma área de 10 metros quadrados da em torno da represa Paiva Castro, que faz parte do Sistema Cantareira e fica entre as cidades de Mairiporã e Franco da Rocha. Área que também abriga frações da mata atlântica.

### Pesquisa no continente Antártico:
Em 2024 Gabriel foi selecionado para equipe da missão Criosfera 1, a primeira base científica Brasileira instalada desde janeiro de 2012 na Antártica; em 2025 passou a integrar oficialmente a equipe da missão.
A missão 2025/26, coordenada pelo Professor Heitor Evangelista da Silva (UERJ), será a primeira missão zero carbono e, para isso, sob a supervisão da ABNT, Gabriel também é responsável pelo levantamento do inventário de emissões e pelo programa de compensação realizado pelo plantio de árvores nativas e aquisição de créditos de carbono.

## Carreira
Ainda na faculdade, quando cursava engenharia ambiental, Gabriel passou a aplicar os conhecimentos que acumulava, para fundar sua própria empresa, a GED inovação, fundada em 2011.

### De Cubatão para o mundo
Já em 2012, o trabalho de Gabriel foi reconhecido com o “Mérito Ambiental de Cubatão”, na categoria “Personalidade Ambiental”, pelas pesquisas desenvolvidas no âmbito da despoluição de rios e mangues da região de Cubatão - SP. Uma dessas pesquisas, realizada na Estação de Tratamento de Água de Cubatão, resultou na criação das tintas ecológicas. Esse engajamento ambiental o credenciou a se tornar embaixador ambiental da Organização das Nações Unidas (ONU), representando Cubatão na conferência do clima, Rio +20.
À frente da GED Inovação, Gabriel se especializou na Economia Circular, e integrou o centro de Capacitação e Pesquisa em Meio Ambiente (CEPEMA Poli/USP), desenvolvendo produtos e soluções que utilizam em sua composição rejeitos, resíduos e descartes de produção de outras indústrias, reduzindo, dessa forma, a necessidade da extração e uso de matéria prima virgem.
Dentre as inovações desenvolvidas na GED, estão a ração para cães, peixes e gatos, feitas à base de casca de camarão, o que tem benefício duplo, pois ao passo que dá uma função nobre à casca que antes era descartada, o uso desse resíduo também ajuda na despoluição dos rios, já que ao receber esses rejeitos orgânicos a qualidade da água se deteriora.
Outras invenções como a Ecotinta FOG, premiada pelo Prêmio FIESP de Mérito Ambiental feita a base de fosfogesso, um rejeito fruto da produção de ácido fosfórico {\displaystyle {\ce {H4PO3}}} usado na fabricação de fertilizantes e um dos principais compostos de refrigerantes, antes depositados em aterros; e a Ecotinta ETA, feita a partir lodo acumulado no processo de tratamento de águas nas estações de tratamento de água e geralmente dispostos em aterros quando não utilizados.
Por suas invenções e patentes, como o CarbonZ, registradas à frente da GED Inovação, Gabriel ganhou diversos prêmios e foi notado pela imprensa e pelo mercado. Já em setembro de 2017, 6 anos e 1 mês após sua fundação, a GED foi adquirida e incorporada ao grupo Ambipar. 
No início de 2020, Gabriel teve papel fundamental na estruturação de inovações em sustentabilidade para a abertura de capital (IPO) da Ambipar na bolsa de valores paulista (B3), se tornando a primeira empresa do segmento sustentável e enquadrada nas práticas ESG (Environmental, social and corporate governance / Governança Ambiental, Social e Corporativa) a estrear na bolsa.
Atualmente Gabriel é diretor de pesquisa, desenvolvimento e inovação (PD&I) do grupo e em março de 2023 foi alçado à posição de membro do comitê de sustentabilidade do conglomerado.
Gabriel foi premiado em Londres, em duas ocasiões, uma representando o Grupo Ambipar, como embaixador da Green World Organisation (UK) no Brasil em cerimônia realizada no palácio de Westminster e, devido à sua invenção Eco Álcool Sustentável, recebeu o prêmio "The Green Apple Awards 2024" no Palácio de Kensington, local que sediou o prêmio.

### Missões internacionais
- Sínodo para Amazônia, representando a indústria sustentável nacional - Vaticano, 2019;
- Conferência das Nações Unidas para o meio ambiente

- Cooperação tecnológica Brasil/Suécia na agência sueca de inovação - VINNOVA. Umea Suécia
- Missão técnica internacional pela Câmara Brasileira de Indústria da Construção - CBIC. Paris, 2019.[33]
- Brazil Texas Chamber of Commerce - BRATECC Fall Business Mixer, pelo Ministério da Ciência, tecnologia, inovações e comunicações - EUA, 2019.
- Missão Criosfera 1 (2025/26), na Antártica - Universidade do Estado do Rio de Janeiro - UERJ

## Prêmios científicos e ambientais
| Ano  | Edição | Prêmio                                                    | Categoria                                    | Colocação                   | Instituição                                                                           | Projeto |
| ---- | ------ | --------------------------------------------------------- | -------------------------------------------- | --------------------------- | ------------------------------------------------------------------------------------- | --- |
| 2024 | 30ª    | Green Apple Awards                                        | Brazil National Gold Winner                  | Vencedor                    | The Green Organisation                                                                | Eco Álcool - feito a partir de resíduos industriais de alimentos impróprios para o consumo                                                  |
| 2024 | 2024   | Global Good Awards                                        | Wild World: Recover, Regenerate, Rewild      | Revelação - "One to watch"" | Global Good Awards                                                                    | Biocápsulas Sustentáveis - Transformando resíduos em árvores                                                                                |
| 2024 |        | Green Product Award                                       | Workspace                                    | Vencedor                    | Green Future Club                                                                     | Biocápsulas Sustentáveis - Transformando resíduos em árvores                                                                                |
| 2023 | 16ª    | Grand Prix Du Design                                      | Platinum                                     | Vencedor                    | INT. design                                                                           | Biocápsulas Sustentáveis - Transformando resíduos em árvores                                                                                |
| 2023 |        | Prêmio ECO AMCHAM                                         | Produtos ou Serviços                         | Vencedor                    | AMCHAM                                                                                | Biocápsulas Sustentáveis - Transformando resíduos em árvores                                                                                |
| 2023 |        | Grandes Cases de Embalagens                               | Embalagem sustentável                        | Vencedor                    | The Packaging Academy                                                                 | Biocápsulas Sustentáveis - Transformando resíduos em árvores                                                                                |
| 2023 |        | Word Star Global Awards - Packaging                       | Embalagem Sustentável                        | Vencedor                    | World Packaging Organization                                                          | Biocápsulas Sustentáveis - Transformando resíduos em árvores                                                                                |
| 2023 |        | E+E Leader Awards                                         | Top Product of the Year                      |                             | Environment+Energy Leader                                                             | Biocápsulas sustentáveis - Transformando Resíduos em Árvores                                                                                |
| 2023 | 1ª     | Prêmio Suíço de Sustentabilidade e Inovação               | Governança Ambiental                         | 1º                          | Embaixada Suiça no Brasil                                                             | Biocápsulas sustentáveis - Transformando Resíduos em Árvores                                                                                |
| 2023 | 30ª    | Troféu Roberto Hiraishi                                   | Sustentabilidade                             | 1º                          | Embanews                                                                              | Biocápsulas sustentáveis - Transformando Resíduos em Árvores                                                                                |
| 2023 | 30ª    | Troféu Roberto Hiraishi                                   | Inovação                                     | 1º                          | Embanews                                                                              | Biocápsulas - Embalagem sustentável para sementes                                                                                           |
| 2023 |        | worldStar Packaging Awards                                | Outros                                       |                             | World Packaging Organisation                                                          | Biocápsulas sustentáveis - Transformando Resíduos em Árvores                                                                                |
| 2023 |        | Communitas Awards                                         | Excelência em Serviço Comunitário            | 1º                          | Communitas                                                                            | Somos Todos Amazônia |
| 2023 |        | Green World Awards                                        | Champion of Champions (Campeão dos Campeões) | 1º                          | The Green Organisation                                                                | Biocápsulas sustentáveis - Transformando Resíduos em Árvores                                                                                |
| 2023 |        | Green World Awards                                        | Champion of Champions (Campeão dos Campeões) | 1º                          | The Green Organisation                                                                | Compromisso ESG Ambipar |
| 2023 | 3ª     | New York Product Design Awards                            | Design sustentável                           | 1º                          | International Awards Associate Inc (IAA)                                              | Biocápsulas sustentáveis - Transformando Resíduos em Árvores                                                                                |
| 2022 | 2º     | Design For A better World                                 | Design sustentável                           | 1º                          | Centro Brasil Design (CBD)                                                            | Biocápsulas - Embalagem sustentável para sementes                                                                                           |
| 2022 | 8ª     | Ação pela Água                                            | Instituições não associadas ao Consórcio PCJ | 1º                          | Consórcio PCJ                                                                         | Biocápsulas sustentáveis para reflorestamento                                                                                               |
| 2022 | 3ª     | Prêmio Grow+ Innovation Awards                            | Práticas ESG                                 | 1º                          | Grow+                                                                                 | Biocápsulas sustentáveis para reflorestamento                                                                                               |
| 2022 |        | Prêmio Impactos Positivos                                 | Cidadão de Impacto                           |                             | GVA                                                                                   | Indicação popular |
| 2022 |        | Prêmio Impactos Positivos                                 | Liderança no âmbito Ambiental                |                             | GVA                                                                                   | Indicação popular |
| 2022 |        | Prêmio Jovem Brasileiro                                   | Categoria Meio-Ambiente/Sustentabilidade     | 1º                          | Instituto Sou Jovem                                                                   | Somos Todos Amazônia |
| 2022 |        | Prêmio ABRE de Embalagem Brasileira                       | Categoria Tecnologia                         | 2º                          | Associação Brasileira de Embalagens - ABRE                                            | Biocápsulas - Embalagem sustentável para sementes                                                                                           |
| 2021 |        | Consciência Ambiental                                     | Grandes Empresas / Ações Internas            | 2º                          | Immensità                                                                             | Setor de Pesquisa, Desenvolvimento e Inovação                                                                                               |
| 2022 | 13ª    | Hugo Werneck                                              | Melhor exemplo em inovação                   | 1º                          | Revista Ecológico                                                                     | Biocápsulas sustentáveis - Transformando Resíduos em Árvores                                                                                |
| 2021 | 12ª    | Hugo Werneck                                              | Empresário do Ano                            | 1º                          | Revista Ecológico                                                                     | Por seu trabalho a frente de projetos ambientas e a busca incessante por novas tecnologias verdes                                           |
| 2021 | 1ª     | Design For a Better World Award                           | Ecodesign                                    | 1º                          | Centro Brasil Design                                                                  | Embalagem biodegradável para sabonetes, à base de colágeno descartado por indústrias farmacêuticas                                          |
| 2021 | 20ª    | Prêmio Jovem Brasileiro                                   | Meio Ambiente e Sustentabilidade             |                             | Instituto Sou Jovem                                                                   | Ecoálcool produzido à partir dos resíduos de varrição portuária.                                                                            |
| 2018 | 22º    | Prêmio CBIC de Inovação e Sustentabilidade                |                                              |                             | Câmara Brasileira da Industria de Construção                                          | Ecotinta: Tinta ecológica feita com rejeitos de mineração                                                                                   |
| 2018 | 24º    | Prêmio FIESP de Mérito Ambiental                          | Honra ao mérito                              |                             | Federação da Indústria do Estado de São Paulo                                         | Ecotinta: Tinta ecológica feito com lodo de Estações de Tratamento de Água (ETA)                                                            |
| 2017 |        | Prêmio Jovem Brasileiro                                   |                                              |                             | Instituto Sou Jovem                                                                   | CarbonZ - App de compensação de carbono |
| 2016 | 12º    | Prêmio Hugo Werneck de Sustentabilidade & Amor à natureza | Melhor Exemplo em água                       |                             | Federação das Indústrias do Estado de Minas Gerais                                    | Mutirão de Reflorestamento Cantareira - CarbonZ                                                                                             |
| 2017 | 23º    | Prêmio FIESP de Mérito Ambiental                          |                                              |                             | Federação das Indústrias do Estado de São Paulo                                       | CarbonZ - App de compensação de carbono |
| 2016 | 22º    | Prêmio FIESP de Mérito Ambiental                          |                                              |                             | Federação das Indústrias do Estado de São Paulo                                       | Ração Susten para peixes, cães e gatos, feitas à partir de rejeitos de pesca                                                                |
| 2015 | 21º    | Prêmio FIESP de Mérito Ambiental                          |                                              |                             | Federação das Indústrias do Estado de São Paulo                                       | Ecotinta FOG: Tinta ecológica feita com rejeitos da fabricação de ácido fosfórico                                                           |
|      | 1º     | Festival #Empreenda                                       |                                              |                             | Fundação Armando Álvares Penteado (FAAP)                                              | Ração Susten para peixes, cães e gatos, feitas à partir de rejeitos de pesca                                                                |
| 2014 | 4º     | Prêmio Fecomercio de Sustentabilidade                     | Empreendedorismo                             |                             | Federação do Comércio de Bens, Serviços e Turismo do Estado de São Paulo (Fecomercio) | Ecotinta: Tinta ecológica feita com rejeitos de mineração                                                                                   |
| 2013 | 3º     | Prêmio Fecomercio de Sustentabilidade                     | Academia                                     |                             | Federação do Comércio de Bens, Serviços e Turismo do Estado de São Paulo (Fecomercio) | Ração Susten para peixes, cães e gatos, feitas à partir de rejeitos de pesca                                                                |
| 2012 |        | Prêmio Odebrecht para o Desenvolvimento Sustentável       |                                              |                             | Odebrecht (atual Novonor)                                                             | Ecotinta: Tinta ecológica feita com rejeitos de mineração                                                                                   |
| 2013 |        | Prêmio Mérito Ambiental de Cubatão                        | Empresa                                      |                             |                                                                                       | |
| 2012 |        | Prêmio Mérito Ambiental de Cubatão                        | Personalidade Ambiental                      |                             |                                                                                       | |
| 2011 |        | Battle Of Concepts                                        |                                              | 3º Lugar                    | Samarco                                                                               | Aproveitamento de subprodutos de processo de concentração dos minérios de ferro da Samarco em outros setores industriais                    |
|      |        | Battle Of Concepts                                        |                                              | 1º Lugar                    | Whirpool                                                                              | Lavadora de roupas com sistema de tratamento e reuso de água a partir da eletrofloculação                                                   |
| 2010 |        | Prêmio de Empreendedorismo e Inovação EDP 2020            |                                              |                             | Energias de Portugal                                                                  | Bio-resíduos sustentáveis |
|      | 1ª     | Mostra de trabalhos Interdisciplinares Dirigidos (TDIR)   |                                              | 1º Lugar                    | Unimonte - São Judas                                                                  | Restaurante sustentável |
|      | 1º     | Concurso de Ideias e Projetos da Economia Verde           |                                              | 3º Lugar                    | Sec. Estadual do Meio Ambiente e Nossa Caixa Agência de Fomento                       | Gestão sustentável dos resíduos sólidos urbanos (orgânicos) do município de Cubatão para a produção de comporto orgânico e energia elétrica |
| 2010 | 2º     | Battle Of Concepts                                        |                                              | 3º Lugar                    | Vopak                                                                                 | Sistema usando águas pluviais nos terminais Vopak                                                                                           |
| 2009 | 1º     | Battle Of Concepts                                        |                                              | 1º Lugar                    | Vopak                                                                                 | Criação de sistema de aquecimento rápido de líquidos                                                                                        |
| 2009 |        | Microlins                                                 | Honra ao mérito                              |                             | Microlins                                                                             | The Fish Computer (Computador montado com sucata e resfriado por um aquário embutido.                                                       |
| 2011 |        | Jovem Embaixador Ambiental                                | Jovem Embaixador                             |                             | Programa das Nações Unidas para o Meio Ambiente e Bayer                               | Pela atuação ambiental |

## Carreira de inventor
Além dos prêmios a carreira de Gabriel se faz notar pela quantidade de invenções e descobertas premiadas e registradas no Instituto Nacional de Propriedade Industrial - INPI:

### Invenções e patentes
| Data do pedido | Invenção                                                          | Descrição | Inovação | Número da patente / processo | Registro            |
| -------------- | ----------------------------------------------------------------- | --- | --- | ---------------------------- | ------------------- |
| 10/04/2012     | GED - Inoação, Engenharia e Tecnologia                            | Marca da empresa que fundou, ainda nos tempos de faculdade, para realizar pesquisa e desenvolvimento de produtos da Economia Circular. | | 904689395                    | Marca               |
| 04/05/2020     | Carbon Z                                                          | Código fonte do software que calcula o carbono a ser compensado por pessoas, empresas e indústrias, bem como realizar a sua neutralização através do plantio de árvores nativas em áreas degradadas. Ao realizar o cálculo da emissão de carbono e neutralizá-la, o usuário receberá um certificado de “Compensação de Carbono”, contendo as coordenadas geográficas do local acessível do local onde foram plantadas as árvores e receberá periodicamente atualizações da evolução do crescimento de suas árvores, além de poder visitar o local de plantio e poder “caçar suas árvores” por meio da câmera de seu celular (leitura CQ Code), que indicará suas mudas no local com seu respectivo nome, data de plantio, espécie e outras informações.                                                                              | | BR 51 2020 002 063-1         | Patente do Software |
| 31/07/2020     | Mascara 2                                                         | Configuração aplicada a/em máscara de proteção contra microrganismos e nano partículas. Desenho para aplicabilidade para o conceito do nano material Grafeno que pode gerar maior leveza, resistência e elasticidade. Opção de designer com haste no pescoço. | | DI302020003350-7             | Desenho Industrial  |
| 31/07/2020     | Máscara 1                                                         | Configuração aplicada a/em máscara de proteção contra microrganismos e nano partículas. Desenho para aplicabilidade para o conceito do nano material Grafeno que pode gerar maior leveza, resistência e elasticidade. Opção de designer sem haste e alça, apenas com mecanismo de presilha nas narinas que recobre a boca; | | DI302020003350-7             | Desenho Industrial  |
| 10/09/2021     | Xampu                                                             | Resíduos de gelatina do processo de encapsulamento da indústria farmacêutica eram anteriormente conduzidos a aterros e incineração, se tornaram obter um shampoo enriquecido com colágeno esse colágeno de origem sustentável. Esse componente, além de dar propriedades ao shampoo e condicionador, também auxilia na sua viscosidade, diminuindo a quantidade de espessaste necessário na formulação além de trazer mais recuperação, brilho e maciez | | BR 10 2021 017 959 - 7       | Patente             |
| 10/09/2021     | Condicionador                                                     | Resíduos de gelatina do processo de encapsulamento da indústria farmacêutica eram anteriormente conduzidos a aterros e incineração, se tornaram obter um shampoo enriquecido com colágeno esse colágeno de origem sustentável. Esse componente, além de dar propriedades ao shampoo e condicionador, também auxilia na sua viscosidade, diminuindo a quantidade de espessaste necessário na formulação além de trazer mais recuperação, brilho e maciez | | PI 10 2021 017 968 - 6       | Patente             |
| 17/12/2020     | Sabonete Collagen                                                 | Sabonete a base de colágeno | | 920776841                    | Marca               |
| 17/12/2020     | Sabonete Collagen                                                 | O sabonete sustentável a base de colágeno - "Collagen" é feito com resíduo oriundo da produção de cápsulas de medicamentos e vitaminas das indústrias farmacêuticas. O produto foi dermatologicamente testado em peles normais e sensíveis, auxiliando na hidratação e elasticidade da pele | | PI 10 2020 025 885-0         | Patente             |
| 18/05/2022     | Biocápsulas Sustentáveis                                          | Sistema para obtenção de Biocápsulas Ativadas com Sementes para Reflorestamento | | 926646273                    |                     |
| 19/04/2022     | Ambiálcool                                                        | Marca do álcool de Etanol feito de Resíduos para Posto de Combustíveis | | 926374257                    | Marca               |
| 19/01/2022     | Biocápsulas Sustentáveis                                          | tecnologia surgiu a partir da junção entre o colágeno, que era descartado em aterros, e a biomassa compostada das indústrias de celulose. As cápsulas são preenchidas com sementes de plantas nativas e remotamente lançadas por drones de fabricação própria. As cápsulas, além de proteger as sementes contra o sol, insetos e outros, rapidamente derretem em contato com a água e formam nutrientes e organismos biológicos que ativam a semente funcionando como um “3 em 1”. | As cápsulas são produzidas com colágeno descartado pela indústria farmacêutica e o substrato de plantio em seu interior, através da compostagem de resíduos da indústria de papel e celulose. | BR 10 2022 001066 8          | Patente             |
| 07/12/2021     | Ecoálcool                                                         | O álcool ecológico foi desenvolvido através da fermentação de resíduos de varrição de açúcar e cereais, efluentes ricos em açúcar (sucos, refrigerantes, bebidas lácteas), alimentos vencidos (pães, bolos, bolachas macarrão dentre outros ricos em amido) ou qualquer outro resíduo com teor de açúcar para a produção de álcool 46 ou 70° INPM. O ecoálcool surgiu em meio à alta demanda da população durante a pandemia do coronavírus. Hoje também é produzido o Etanol a partir desses resíduos. | A produção sustentável se dá por meio da coleta de cereais, seus subprodutos como cascas e açúcares frutos da varrição de portos. Uma matéria prima antes descartada.                         | BR 10 2021 024740 1          | Patente             |
| 23/09/2020     | Sanitizante Ambiclean                                             | Desinfetante feito com nano tecnologia para desinfecção de ambientes em efeito prolongado, objetos em geral. Produto foi testado com diversos tipos de vírus, germes, fungos e bactérias e possui a vantagem de manter o ambiente sanitizado por pelo menos 24 horas após a sua aplicação . | | 920778461                    | Marca               |
| 30/01/2019     | ECOBASE                                                           | Composto a base de resíduos celulósicos e insumos para base e sub-base de estradas e método de preparação do solo e aplicação do composto a base de resíduos celulósicos e insumos para base e sub-base de estradas. Em resumo é uma alternativa para que substitui pavimentos convencionais feitos de materiais derivados de pedreira que possui uma alta resistência, durabilidade e impermeabilidade. Recomendado para estradas rurais e vicinais. . | Reaproveitamento de rejeitos da indústria da celulose na composição | BR 10 2019 001903 4          | Patente             |
| 17/07/2018     | ECOMASSA                                                          | Base para concretos e argamassas produzido com subprodutos minerais das indústrias de celulose como dregs, areia de caldeira e cinzas de biomassa que eram dispostos em Aterros Sanitários. Trata-se de uma mistura de alta performance para a produção de Concreto e Argamassas para Reboco para maior economia, rendimento, durabilidade dentre outros benefícios na substituição dos agregados finos convencionais (pó de pedra, pedrisco, areia cal) | Utiliza rejeitos da indústria de celulose na sua composição, adicionando vantagens como: maior flexibilidade, melhor impermeabilização, redução de peso da massa etc.                         | BR 10 2018 014587 8          | Patente             |
| 09/08/2013     | Rações susten para animais                                        | Rações sustentáveis para Cães e Gatos feitos com resto da atividade pesqueira (restos de peixes e camarões) na região de Santos e Guarujá/SP que possui uma forte atividade pesqueira que antes eram descartados nos corpos d´água da região e Aterro Sanitário. Para tanto esse resíduo em especial a casca de camarão foi valorizada em uma formulação rica em nutrientes oriundos naturalmente desses, além de palatabilizante e alto valor energético. | Uso de rejeitos de pesca na composição. Multi uso, serve para peixes, cães e gatos | PI 102013020298-3            | Patente             |
| 15/07/2011     | ECOTINTA ETA                                                      | Tinta acrílica Ecológica feita com resíduo (LODO) das Estações de Tratamento de Água (ETA) que envolvem elevados custos e grandes volumes para sua destinação em Aterros Sanitários. Tintas de baixo custo de eu resíduo | Utiliza mateiriais que antes seriam dispostos em aterros e que existem em abundância, cerca de 35 mil toneladas por ano só nos estado de SP. Baixo custo produtivo                            | PI 1103592-7                 | Patente             |
| 30/05/2012     | ECOTINTA FOG                                                      | Um dos maiores resíduos das indústrias de fertilizantes, conhecido como fosfogesso (gesso químico). Para cada tonelada de fertilizante é gerada de 4 a 6 toneladas de fosfogesso, que na sua maioria são dispostos em aterros que causam diversos impactos ambientais. Assim foi criado uma inovadora formulação tintas acrílicas (Ecotintas) a partir desse resíduo com boa qualidade, segurança e baixo custo. | Uso de rejeitos da insústria na composição; custo de produção reduzido, reduz uso de matéria prima virgem                                                                                     | PI 102012012961-2            | Patente             |
| 21/09/2011     | BITUQUEIRO ECOLÓGICO                                              | Existem uma dificuldade de captação seletiva das bitucas de cigarro e mitigar os impactos ambientais causado por esse resíduo que é lançado indiscriminadamente em áreas publicas e acabam acarretando em problemas como: poluição visual, entupimento de tubulações de águas pluviais, contaminando os lençóis freáticos, mau cheiro nos locais e incêndios. Para isso foi criado sistema prático e simples de acondicionamento desse resíduo junto ao próprio maço de cigarro, que apaga o cigarro, veda e separa. Ele feito de alumínio e pode ser reutilizado. | É de aluminio e acoplado ao masso e herméticamente fechado. Utiliza menos alumínio que uma lata de cerveja                                                                                    | MU 202015001580-7            | Patente             |
| 21/09/2011     | Reator de eletrofluoculação para tratamento de efluentes líquidos | A fim de mitigar os problemas da atual situação de má gestão da água potável, ocasionadas principalmente pelo desperdício e lançamento de efluentes não tratados adequadamente sob os corpos d’ água receptores linha foi desenvolvido um equipamento que pode tratar diversos tipos de efluentes líquidos através de uma técnica simples (eletrólise), prática e eficaz. | É compacta (menor que um conteiner) não gera ruído e pode ser alimentada por placas solares e pode ser utilizada em lugares remotos (baiso investimento?).                                    | MU 9102054-9                 | Patente             |
| 11/10/2016     | Marca Carbon Z                                                    | O Carbon Z foi o primeiro App do Brasil para realizar de uma forma prática, segura e eficaz o cálculo da “pegada ecológica” da emissão de CO2 de pessoas, empresas e indústrias, bem como realizar a sua neutralização através do plantio de árvores nativas em áreas degradadas. Ao realizar o cálculo da emissão de carbono e neutralizá-la, o usuário receberá um certificado de “Compensação de Carbono”, contendo as coordenadas geográficas do local acessível do local onde foram plantadas as árvores e receberá periodicamente atualizações da evolução do crescimento de suas árvores, além de poder visitar o local de plantio e poder “caçar suas árvores” por meio da câmera de seu celular (leitura CQ Code), que indicará suas mudas no local com seu respectivo nome, data de plantio, espécie e outras informações. | Tratativa desburocratizada com cálculo da pegada de carbono e pagamento realizado por app. A empresa realiza o plantio das mudas e permite ao cliente o monitoramento da muda.                | 911753672                    | Patente             |